# Tanaecia parvata
Tanaecia parvata är en fjärilsart som beskrevs av Moore 1878. Tanaecia parvata ingår i släktet Tanaecia och familjen praktfjärilar. Inga underarter finns listade i Catalogue of Life.